# ひとつ屋根の歌
『ひとつ屋根の歌』（ひとつやねのうた）は、いがらしゆみこによる日本の漫画作品。
『なかよし』（講談社）にて1973年6月号から同年10月号まで連載された。全5話。単行本は講談社コミックスなかよしより全1巻。北海道十勝が舞台となっている。

## 登場人物
マリー
主人公。
拓朗（たくろう）
卓

## 書誌情報
- いがらしゆみこ『ひとつ屋根の歌』講談社〈講談社コミックスなかよし〉1975年8月1日第1刷発行、全1巻

※ISBNが適用される以前の出版物のため、存在しない。